# Bhutaanse Communistische Partij (Marxistisch-Leninistisch-Maoïstisch)
De Bhutaanse Communistische Partij (Marxistisch-Leninistisch-Maoïstisch) is een verboden politieke partij in Bhutan. De BCP wil een Nieuwe Democratische Revolutie en de omverwerping van de Bhutaanse Monarchie en de Wangchukdynastie.